# Andreas Müller (Politiker, 1983)

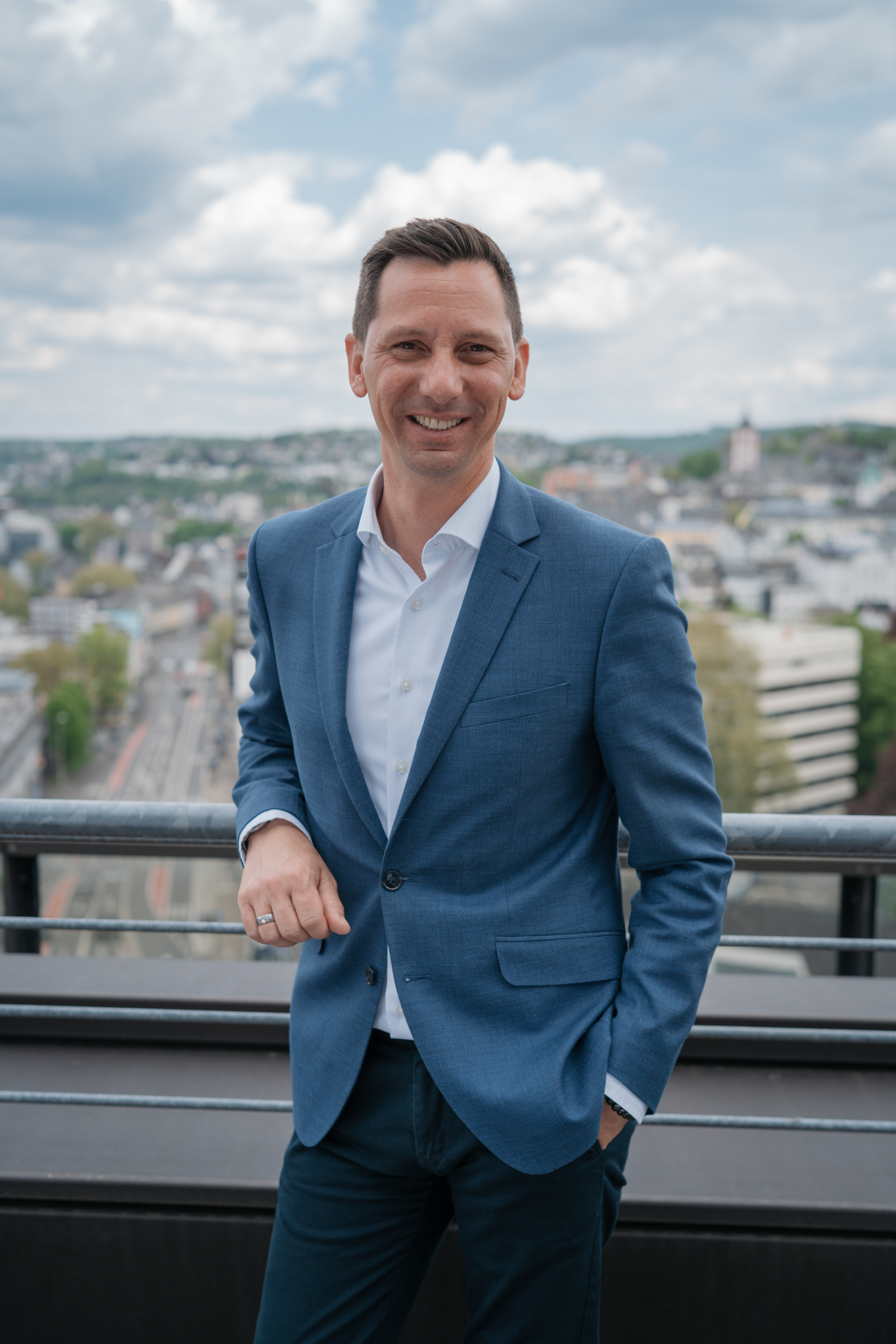
Andreas Müller (2025). © Wladislaw Scheinmeier

Andreas Müller (* 14. Januar 1983 in Siegen) ist ein deutscher Politiker (SPD) und seit Juni 2014 Landrat des Kreises Siegen-Wittgenstein.

## Leben
Andreas Müller absolvierte nach seinem Realschulabschluss an der Johann-Textor-Schule in Haiger eine Ausbildung zum Reiseverkehrskaufmann. Nach dem anschließenden Fachabitur am Berufskolleg Wirtschaft und Verwaltung in Siegen nahm er an der Universität Siegen ein Studium der Betriebswirtschaft auf, das er bisher nicht beendete. Ferner arbeitete er für den Deutschen Bundestag und war als Geschäftsführer der NRW-SPD in Olpe tätig.
Aufgewachsen ist er im Burbacher Ortsteil Holzhausen.

## Politische Laufbahn
Im Januar 2000 trat Andreas Müller in die SPD ein. Seit 2004 ist Müller Mitglied des Unterbezirksvorstandes der SPD in Siegen-Wittgenstein und war von 2008 bis 2011 Vorsitzender des Juso Unterbezirks Siegen-Wittgenstein. Seit 2018 ist Müller Mitglied des Vorstands der nordrhein-westfälischen SPD.
Müller engagiert sich in der Kommunalpolitik und saß von 2007 bis 2014 im Burbacher Gemeinderat und ist seit 2009 Mitglied im Kreistag Siegen-Wittgenstein.
Am 15. Juni 2014 wurde Andreas Müller mit 59,48 % der Stimmen bei der Stichwahl in das Amt des Landrates gewählt und löste damit seinen Vorgänger Paul Breuer ab. Am 13. September 2020 wurde er mit 54,4 % der Stimmen in seinem Amt bestätigt.
Auch überregional setzt sich Müller für kommunale Interessen ein. So wählten ihn die Delegierten der Landkreisversammlung am 9. Dezember 2020 zum Vizepräsidenten des Landkreistages Nordrhein-Westfalen.

## Mitgliedschaften
Andreas Müller vertritt den Kreis unter anderem als Vorsitzender des Aufsichtsrates der Kreiswohnungsbau- und Siedlungsgesellschaft mbH Siegen und der Kreisbahn Siegen-Wittgenstein GmbH. Müller ist außerdem Vorsitzender der Gesellschafterversammlung der Kreisklinikum Siegen GmbH und Präsident des DRK-Kreisverbandes Siegen-Wittgenstein e.V.